# Oberer Klaffersee
Oberer Klaffersee är en sjö i Österrike.   Den ligger i förbundslandet Steiermark, i den centrala delen av landet, 220 km sydväst om huvudstaden Wien. Oberer Klaffersee ligger 2 317 meter över havet.
Trakten runt Oberer Klaffersee består i huvudsak av gräsmarker. Runt Oberer Klaffersee är det ganska glesbefolkat, med 21 invånare per kvadratkilometer.